# 特尔玛·桑托斯
特尔玛·桑托斯（葡萄牙語：Telma Santos，1983年8月1日—），葡萄牙女子羽毛球運動員。

## 簡歷
2012年，特尔玛·桑托斯代表葡萄牙出戰英國倫敦舉行的奥林匹克运动会羽毛球比賽女子單打項目，在小組賽階段先以2比0戰勝斯里蘭卡的蒂利妮·贾亚辛哈，後以0比2負於泰國的拉差诺·因达农，最終以一勝一負的小組次名成績出局。

## 主要比賽成績
只列出曾進入準決賽的國際賽事成績：
| 年份   | 賽事                   | 公開賽級別 | 項目     | 成績   |
| ------ | ---------------------- | ---------- | -------- | ------ |
| 2009年 | 葡萄牙羽毛球國際賽     | 國際系列賽 | 女子單打 | 亞軍   |
| 2009年 | 聖多明哥羽毛球公開賽   | 國際系列賽 | 女子單打 | 準決賽 |
| 2010年 | 巴西羽毛球國際賽       | 國際挑戰賽 | 女子單打 | 準決賽 |
| 2010年 | 聖多明哥羽毛球公開賽   | 國際系列賽 | 女子單打 | 冠軍   |
| 2013年 | 以色列夏瑣羽毛球國際賽 | 國際系列賽 | 女子單打 | 冠軍   |
| 2013年 | 南非羽毛球國際賽       | 未來系列賽 | 女子單打 | 冠軍   |
| 2014年 | 以色列夏瑣羽毛球國際賽 | 國際系列賽 | 女子單打 | 冠軍   |
| 2015年 | 危地馬拉羽毛球國際賽   | 國際挑戰賽 | 女子單打 | 亞軍   |
| 2015年 | 墨西哥羽毛球國際賽     | 國際系列賽 | 女子單打 | 冠軍   |
| 2015年 | 蘇利南羽毛球國際賽     | 國際系列賽 | 女子單打 | 冠軍   |
| 2015年 | 南非羽毛球國際賽       | 國際系列賽 | 女子單打 | 冠軍   |
| 2016年 | 烏干達羽毛球國際賽     | 國際系列賽 | 女子單打 | 冠軍   |
| 2016年 | 牙買加羽毛球國際賽     | 國際系列賽 | 女子單打 | 準決賽 |

| 2007-2017年 | 首要超級賽 | 超級賽 | 黃金大獎賽 | 大獎賽 | 國際挑戰賽 | 國際系列賽 | 未來系列賽 | 其他 |

| 2018-2026年 | 總決賽 | 超級1000賽 | 超級750賽 | 超級500賽 | 超級300賽 | 超級100賽 | 國際挑戰賽 | 國際系列賽 | 未來系列賽 | 其他 |

### 奧運會和世錦賽參賽紀錄
|          | 2010 | 2011 | 2012       | 2013 | 2014 | 2015 | 2016       |
| -------- | ---- | ---- | ---------- | ---- | ---- | ---- | ---------- |
| 女子單打 | 64強 | －   | 小組第二名 | －   | －   | －   | 小組第四名 |